# 윤사흔
윤사흔(尹士昕, 1422년 - 1485년 5월 13일)은 조선시대 전기의 문신이며 외척이다. 본관은 파평 윤씨로 자는 필보(弼甫)이다. 판돈령부사 증 영의정 파평부원군 윤번과 흥녕부대부인 이씨의 아들이며, 세조의 왕비 정희왕후 윤씨의 남동생이다. 덕종, 예종의 외삼촌이며, 문정왕후의 고조 할아버지이자 중종의 장인 윤지임의 증조 할아버지였다.
한편 중종비 장경왕후의 친정아버지 윤여필, 윤여해 형제의 종조 할아버지이며, 윤임·장경왕후의 종증조 할아버지였다. 윤여필, 윤여해 형제의 할아버지 윤사윤은 그의 형이었다.
세조 1년 1455년에 군기감정으로 출사, 이 후 형조참의, 이조참판, 호조참판, 인수부윤, 공조판서, 지중추부사 등을 거쳐 성종 때 좌리공신이 되고, 파천부원군(坡川府院君)을 거쳐 의정부우의정에 올랐다. 시호는 양평공(襄平公)이다.

## 생애
어려서부터 풍채와 재질이 범상치 않아 주위의 관심을 받았다고 한다. 1444년(세종 26년) 음보로 관직에 출사하여 세자시강원 세마가 되었다가 여러 관직을 지낸 후 내자감직장을 역임하였다. 직장으로 있으면서 몸가짐과 법도에 어긋나는 일을 보면 누구라도 반드시 지적하곤 하였다 한다.
1455년 6월 세조가 계유정난으로 왕위(王位)에 오른 뒤에는 왕후의 친형제라서가 아니라, 그 인품과 역량을 인정(認定)받아 군기감정(軍器監正)으로 출사(出仕)하였고, 이어서 정랑(正郞)으로 재직 중, 좌익원종공신(佐翼原從功臣) 1등에 녹훈되었다.
1458년 부지통예문사가 되었으며, 형조참의·이조참판 등을 지냈다. 1460년 호조참판에 올랐다. 이때 의정부의 전리를 소환하여 마음대로 문책하였다 하여 언관들로부터 탄핵을 받고 관직이 박탈되었다. 61년 다시 복권되어 등용, 인수부 부윤에 임명되었으며 한성부 판윤을 거쳐 중추원부사를 지냈다.
1462년 숭정대부(崇政大夫)로 승진하였고, 중추원사(中樞院事)를 거쳐 같은 해 8월에는 공조판서(工曹判書)로서 오위도총부 도총관을 겸임하였다. 1466년 지중추부사, 1468년 숭록대부를 거쳐 1469년(예종 1) 보국숭록대부가 되었다. 성종이 즉위하던 1469년 12월 대광보국숭록대부로 승진되면서 행판중추부사로 전임되었다.
성종을 옹립하여 국가를 안정시켰다는 공로로 1471년(성종 2) 순성 명량 경제좌리공신(純誠明亮經濟佐理功臣) 2등에 녹훈되었으며, 영돈녕부사(領敦寧府事)가 되고 곧 부원군으로 진봉되어 파천부원군(坡川府院君)에 책봉되었다. 이후 훈척공신(勳戚大臣)으로 총병(摠兵)의 직위에 있으면서 병권을 마음대로 운영하였다 하여 1473년(성종 4년) 사헌부대사헌 서거정(徐居正) 등으로부터 탄핵당하기도 하였다.
1475년 의정부우의정에 올랐으며, 지경연사를 겸하였고, 1476년 영경연사가 되었다. 이 무렵 종진(腫疹)에 걸렸는데, 그를 특별히 아낀 왕이 직접 진귀한 약품을 하사하기도 하였으나, 효과를 보지 못하고 병은 더욱 깊어 결국 1485년 사망하였다. 부음을 들은 성종은 몹시 애통해하며 철조를 명하여 조의를 표했다. 파주 교하면 당하리에 묘가 있으며 시호는 양평(襄平)이다.

### 왕실의 이중 인척관계
정희왕후의 남동생이며 문정왕후의 고조할아버지이자 장경왕후의 종증조 할아버지였다. 윤지임의 증조부이며, 윤여필·윤여해의 종조할아버지였고, 윤임의 종증조부이며, 윤원형, 윤원로, 윤원량의 고조할아버지였다.
성종의 장인 윤호는 그보다 2년 연하였지만 아버지 윤번의 사촌형 윤곤의 손자였다. 윤곤은 그의 당숙으로 윤호는 7촌 재종조카가 된다.

### 기타
조선왕조실록의 졸기에 평가는 윤사흔은 왕실의 친족(親族)으로서 좋은 벼슬을 고루 거쳐 직위가 1품에 이르렀고, 의정부(議政府)의 고관직에 제수되었을 적에는 대간(臺諫)들이 이를 비판하였으나 임금이 들어주지 않았다 한다. 윤사흔이 크게 취하여 언관들에게 말하기를, '너희들 마음대로 하여 보아라. 나는 이미 대광(大匡)을 얻었다.'고 호통쳤다 한다.

## 가족
- 할아버지 : 윤승례(尹承禮)
  - 아버지 : 윤번(尹璠)
  - 어머니 : 흥녕부대부인
    - 형님 : 윤사분(尹士昐)
    - 형님 : 윤사윤(尹士昀), 윤여필의 할아버지, 윤임, 장경왕후의 증조부
    - 누나 : 정희왕후, 세조비
    - 매형 : 세조
    - 부인 : 계림김씨 : 부 병조정랑 자온(自溫)
      - 장남 : 윤숙겸(尹叔謙)
      - 차남 : 윤계겸(尹繼謙, 1442 ~ 1483)
      - 자부 : 김진손(金震孫)의 딸
        - 손자 : 윤욱(尹頊), 윤지임의 아버지, 문정왕후, 윤원량, 윤원로, 윤원형의 할아버지, 숙빈 윤씨의 증조부
        - 손자 : 윤림(尹琳), 윤안인의 아버지, 윤춘년의 할아버지
        - 손자 : 윤순-처: 구씨( 구치관의 증손녀)

      - 삼남 : 윤유의(尹由義)
      - 사남 : 윤유례(尹由禮)
      - 오남 : 윤유지(尹由智)

## 관련 작품
드라마
- 《인수대비》 (JTBC, 2011년~2012년 배우:이두섭)

## 같이 보기
- 윤승례
- 윤승순
- 윤사윤
- 윤사분
- 윤번
- 정희왕후
- 세조
- 덕종
- 예종
- 윤여필
- 윤여해
- 윤지임
- 윤임
- 윤원형
- 윤원로
- 윤원량
- 문정왕후